# Torgeir Vatten
Torgeir Vatten (13 dicembre 1956) è un ex calciatore norvegese, di ruolo centrocampista.

## Carriera

### Giocatore

#### Club
Vatten giocò per il Sunndal, prima di passare al Molde. Tornò poi al Sunndal, prima di accordarsi con lo Strindheim. Nel 1985 fu ingaggiato dal Rosenborg, per cui debuttò in data 8 maggio: fu titolare nella vittoria per 3-1 sul Mjøndalen. Rimase in squadra per un triennio, vincendo anche il campionato 1985. Giocò anche 4 partite nella Coppa dei Campioni 1986-1987. Nel 1988, tornò allo Strindheim, mentre nel 1990 fu in forza al KIL/Hemne.

### Allenatore
Nel 1988, diventò allenatore-giocatore dello Strindheim, in tandem con Tore Lindseth. Nel 1989 fu confermato allenatore, senza Lindseth al suo fianco.

## Palmarès

### Club

#### Competizioni nazionali
- Campionato norvegese: 1

Rosenborg: 1985